# Rayita
La rayita és un mineral de la classe dels sulfurs. Rep el nom pel professor Santosh Kumar Ray (1908-1976), petròleg indi.

## Característiques
La rayita és una sulfosal de fórmula química Pb₈(Ag,Tl)₂Sb₈S21. Cristal·litza en el sistema monoclínic. La seva duresa a l'escala de Mohs és 2,5.
Segons la classificació de Nickel-Strunz, la rayita pertany a «02.HC: Sulfosals de l'arquetip SnS, amb només Pb» juntament amb els següents minerals: argentobaumhauerita, baumhauerita, chabourneïta, dufrenoysita, guettardita, liveingita, parapierrotita, pierrotita, rathita, sartorita, twinnita, veenita, marumoïta, dalnegroïta, fülöppita, heteromorfita, plagionita, semseyita, boulangerita, falkmanita, plumosita, robinsonita, moëloïta, dadsonita, owyheeïta, zoubekita i parasterryita.

## Formació i jaciments
Va ser descoberta a la mina Dariba, al dipòsit de Rajpura-Dariba, al districte d'Udaipur (Rajasthan, Índia). Es tracta de l'únic indret de tot el planeta on ha estat descrita aquesta espècie mineral.